# 梁希
梁希（1883年12月28日—1958年12月10日），原名曦，字叔五、索五或叔伍，笔名凡僧、一丁、阿五等，男，浙江湖州人，中国林学家、林业教育家。

## 生平
光绪三十二年二月官费留日（1906年），宣统元年（1909年）八月入第八高等（名古屋大学旧制）农科，后返国参加辛亥革命，1913年返日转入东京帝国大学林科。1927年梁希从德国学成归国，先后任教于北京农业专门学校森林系（也是北京林业大学的前身）、浙江大学农学院主任。1932年担任國立中央大學森林系（南京林业大学前身）教授，曾任系主任、研究部主任、农学院院长。1949年8月，中央大学改名南京大学，出任南京大学校务员会主席。1949年11月，出任中华人民共和国首任林垦部（林业部）部长。1955年当选中国科学院院士。
为纪念他，北京林业大学和南京林业大学都为其建造了半身铜像。